# La Marche
La Marche és un municipi francès, situat al departament del Nièvre i a la regió de Borgonya - Franc Comtat. L'any 2007 tenia 595 habitants.

## Demografia

### Població
El 2007 la població de fet de La Marche era de 595 persones. Hi havia 264 famílies, de les quals 80 eren unipersonals (28 homes vivint sols i 52 dones vivint soles), 84 parelles sense fills, 80 parelles amb fills i 20 famílies monoparentals amb fills.
La població ha evolucionat segons el següent gràfic:
Habitants censats

### Habitatges
El 2007 hi havia 338 habitatges, 265 eren l'habitatge principal de la família, 50 eren segones residències i 23 estaven desocupats. 331 eren cases i 5 eren apartaments. Dels 265 habitatges principals, 229 estaven ocupats pels seus propietaris, 31 estaven llogats i ocupats pels llogaters i 5 estaven cedits a títol gratuït; 1 tenia una cambra, 20 en tenien dues, 41 en tenien tres, 83 en tenien quatre i 120 en tenien cinc o més. 204 habitatges disposaven pel capbaix d'una plaça de pàrquing. A 112 habitatges hi havia un automòbil i a 125 n'hi havia dos o més.

### Piràmide de població
La piràmide de població per edats i sexe el 2009 era:
| Homes | Edats   | Dones |
| ----- | ------- | ----- |
| 0     | 95 o +  | 0     |
| 0     | 90 a 94 | 0     |
| 0     | 85 a 89 | 4     |
| 0     | 80 a 84 | 8     |
| 0     | 75 a 79 | 0     |
| 0     | 70 a 74 | 0     |
| 4     | 65 a 69 | 4     |
| 4     | 60 a 64 | 0     |
| 0     | 55 a 59 | 0     |
| 12    | 50 a 54 | 16    |
| 4     | 45 a 49 | 4     |
| 4     | 40 a 44 | 0     |
| 8     | 35 a 39 | 8     |
| 0     | 30 a 34 | 0     |
| 0     | 25 a 29 | 4     |
| 4     | 20 a 24 | 4     |
| 4     | 15 a 19 | 0     |
| 8     | 10 a 14 | 8     |
| 4     | 5 a 9   | 4     |
| 0     | 0 a 4   | 0     |

## Economia
El 2007 la població en edat de treballar era de 358 persones, 261 eren actives i 97 eren inactives. De les 261 persones actives 243 estaven ocupades (127 homes i 116 dones) i 18 estaven aturades (9 homes i 9 dones). De les 97 persones inactives 47 estaven jubilades, 24 estaven estudiant i 26 estaven classificades com a «altres inactius».

### Ingressos
El 2009 a La Marche hi havia 265 unitats fiscals que integraven 592,5 persones, la mediana anual d'ingressos fiscals per persona era de 19.171 €.

### Activitats econòmiques
Dels 16 establiments que hi havia el 2007, 1 era d'una empresa extractiva, 1 d'una empresa de fabricació d'altres productes industrials, 3 d'empreses de construcció, 4 d'empreses de comerç i reparació d'automòbils, 1 d'una empresa d'hostatgeria i restauració, 5 d'empreses de serveis i 1 d'una empresa classificada com a «altres activitats de serveis».
Dels 4 establiments de servei als particulars que hi havia el 2009, 1 era un paleta, 1 lampisteria, 1 empresa de construcció i 1 perruqueria.
L'any 2000 a La Marche hi havia 5 explotacions agrícoles que ocupaven un total de 650 hectàrees.

## Equipaments sanitaris i escolars
El 2009 hi havia una escola elemental integrada dins d'un grup escolar amb les comunes properes formant una escola dispersa.

## Poblacions més properes
El següent diagrama mostra les poblacions més properes.